# Fricativa palatal sorda
La fricativa palatal sorda és un so que es representa amb el signe [ç] a l'AFI (una ce trencada).
Apareix a llengües com l'alemany, el grec modern o el noruec. En altres idiomes apareix com una variant personal de [ʃ].

## Característiques
- És un so sord perquè no hi ha vibració de les cordes vocals
- És palatal perquè la llengua en articular-lo toca el paladar i el contacte produeix una fricció o turbulència en el pas de l'aire que fa que es consideri un so fricatiu
- És una consonant pulmonar central
- És una consonant

## En català
No existeix aquest fonema en català.